# Devon Allen
Devon Allen, né le 12 décembre 1994 à Phoenix, est un athlète américain, spécialiste du 110 m haies et un joueur football américain évoluant au poste de wide receiver au sein de la franchise des Eagles de Philadelphie en National Football League (NFL).

## Biographie
Étudiant à l'Université de l'Oregon, Devon Allen s'adjuge le titre du 110 m haies lors des Championnats NCAA 2014 à Eugene. Auteur de 13 s 16, il bat son record personnel et améliore de 5/100e de seconde le record universitaire détenu depuis 2006 par son compatriote Aries Merritt. Il participe début juillet aux championnats des États-Unis, à Sacramento. Il y remporte le titre du 110 m haies en devançant notamment Ryan Wilson et David Oliver (13 s 16, vent de +2,1 m/s).
En 2016, il remporte son deuxième NCAA, puis son deuxième titre national à l'occasion des sélections olympiques américaines à Eugene où il porte son record personnel à 13 s 03 (+ 1,0 m/s). Il termine 5e des Jeux olympiques de Rio de Janeiro, en 13 s 31.
Le 18 février 2018, il termine 3e du championnat des Etats-Unis en salle sur 60 m haies en 7 s 49, record personnel.
En juin 2018, il remporte le titre national à Des Moines, en battant sur le fil et dans le même temps Grant Holloway.
Il termine 7e officieusement des championnats du monde 2019 à Doha.

### Sous les 13 secondes
Le 12 juin 2022 à New York, Devon Allen descend pour la première fois de sa carrière sous les treize secondes en établissant la troisième meilleure performance de tous les temps sur 110 m haies avec 12 s 84 (+1,6 m/s), à 4/100e de seconde du record du monde de Aries Merritt.
Le 17 juillet 2022, durant les championnats du monde, il est disqualifié de la finale du 110 mètres haies pour un faux départ d'un millième de seconde (son temps de réaction est de 0,099 millièmes de seconde alors que la limite minimale autorisée est de 0,100 millièmes de seconde).

## Palmarès

### International
| Date | Compétition           | Lieu             | Résultat | Épreuve            | Temps   |
| ---- | --------------------- | ---------------- | -------- | ------------------ | ------- |
| 2016 | Jeux olympiques       | Rio de Janeiro   | 5e       | 110 m haies        | 13 s 31 |
| 2018 | Coupe du monde        | Londres          | 3e       | 110 m haies        | 13 s 36 |
| 2018 | Championnats NACAC    | Toronto          | finale   | 110 m haies        | DQ      |
| 2018 | Ligue de diamant      | Ligue de diamant | 6e       | 110 m haies        | 13 s 41 |
| 2018 | Coupe continentale    | Ostrava          | 5e       | 110 m haies        | 13 s 57 |
| 2019 | Relais mondiaux       | Yokohama         | 1er      | r. shuttle hurdles | 54 s 96 |
| 2019 | Championnats du monde | Doha             | 7e       | 110 m haies        | 13 s 70 |
| 2021 | Jeux olympiques       | Tokyo            | 4e       | 110 m haies        | 13 s 14 |
| 2021 | Ligue de diamant      | Ligue de diamant | 1er      | 110 m haies        |         |

### National
- Championnats des États-Unis d'athlétisme :
  - vainqueur du 110 m haies en 2014, 2016 et 2018
- Championnats des États-Unis d'athlétisme en salle :
  - vainqueur du 60 m haies en 2019

## Records
| Épreuve     | Temps   | Lieu     | Date         |
| ----------- | ------- | -------- | ------------ |
| 110 m haies | 12 s 84 | New York | 12 juin 2022 |